# Echinogorgia verrucosa
Echinogorgia verrucosa är en korallart som först beskrevs av Lars Zakarias Brundin 1896.  Echinogorgia verrucosa ingår i släktet Echinogorgia och familjen Plexauridae. Inga underarter finns listade i Catalogue of Life.